# Konhoisz

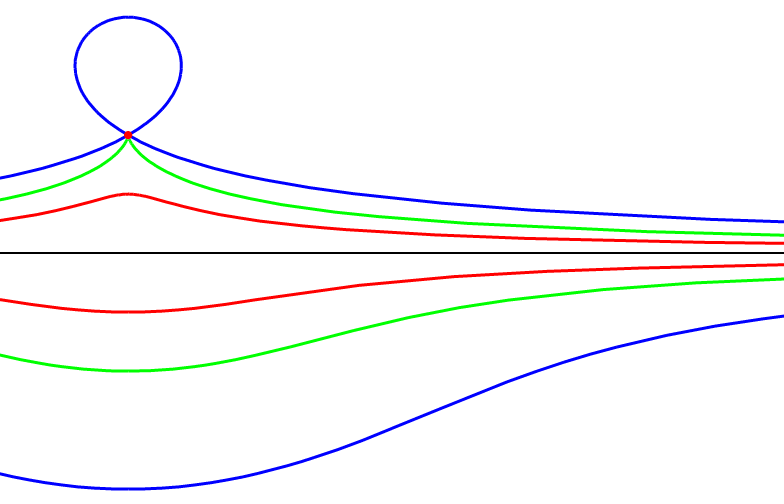
Egyenes közös középpontú konhoiszai.
Az O rögzített középpont a piros pont, a fekete egyenes az adott egyenes, és minden színes görbepár d távolságra van az egyenes és az O középponttól húzott rádiuszvektor metszéspontjától. A kék görbe esetében d nagyobb, mint O távolsága az egyenestől, ezért a felső kék görbe hurkolt lesz. A zöld görbe esetén a két távolság egyenlő, a piros görbe esetén pedig d kisebb.

A konhoisz (konhois, konhoid, kolhois) egy olyan síkgörbe, amelyet egy másik, polárkoordinátákban adott görbéből származtatunk: a görbe rádiuszvektorát egy fix szakasszal megnyújtjuk, vagy zsugorítjuk.
Ha a görbe egyenlete {\displaystyle r=r_{g}(\varphi )}, és a fix szakasz a, akkor a konhoisz egyik ágának egyenlete {\displaystyle r_{k}=r_{g}(\varphi )+a}, a másik ágé {\displaystyle r_{k}=r_{g}(\varphi )-a}. Szokták a két ág egyenletét összevonva {\displaystyle r_{k}=r_{g}(\varphi )\pm a} alakban is megadni. Ha a rádiuszvektor a-nál kisebb, akkor a görbe pontjától a-val visszamérve a konhoisz-pontot az origón túl kapjuk meg.

## Nikomédész-féle konhoisz
Az ókori szerzők utalásaiból sejthető, hogy a déloszi probléma megoldásának keresése közben, a neuszisz szerkesztés egyszerűsítésére készítette el az egyenes konhoiszának megrajzolására alkalmas eszközt, a konhoisz „körzőt”, s definiálta a görbét. Papposz az eredeti forrásra hivatkozva leírja a definíciót s a görbe paramétereit: az egyenes a görbe vonalzója, az a szakasz a távolsága és a fix pont (origó) a görbe pólusa. A pólus és a vonalzó távolsága a pólustávolság.
Modern szimbolikával az egyenes polárkoordinátás egyenlete: {\displaystyle r=b\cdot \sec(\varphi )}, a konhoisz-páré {\displaystyle r=b\cdot \sec(\varphi )\pm a}

## Pascal-féle csiga
A kör egyik lehetséges konhoisza adódik, ha a poláris origót a körvonal egy pontjában vesszük fel. Ekkor a b sugarú kör konhoiszának egyenlete {\displaystyle r=b\cos(\varphi )+a}.

## Kardioid (szívgörbe)
A kardioid a Pascal csiga speciális esete, ahol: b=a. Az egyenlete {\displaystyle r=b(\cos(\varphi )+1)}.

## Külső hivatkozások
- Tankönyvtár